# Deleatidium magnum
Deleatidium magnum är en dagsländeart som beskrevs av Towns och Peters 1996. Deleatidium magnum ingår i släktet Deleatidium och familjen starrdagsländor. Inga underarter finns listade i Catalogue of Life.